# We Are Never Ever Getting Back Together
«We Are Never Ever Getting Back Together» —en español: «Nosotros Nunca Jamás Vamos a Volver a Estar Juntos»— es una canción interpretada por la cantante estadounidense Taylor Swift, incluida en su cuarto álbum de estudio, Red, de 2012. Swift la compuso junto a Max Martin y Shellback, y estos dos también la produjeron. Big Machine Records la lanzó como el primer sencillo oficial del álbum el 14 de agosto de 2012.
El tema recibió comentarios mixtos por parte de los críticos. Carina Adly MacKenzie de Zap2it.com y Grady Smith de Entertainment Weekly notaron la influencia de Avril Lavigne presente en el tema, mientras que Allison Chopin de Crushable criticó negativamente su letra. Por otro lado, tuvo buena recepción comercial. Alcanzó el primer puesto de la lista Billboard Hot 100, lo que la convierte en la primera canción de Swift que logra esa posición. Debido a sus ventas en los Estados Unidos, la RIAA le otorgó tres discos de platino. También llegó al número uno en Canadá y Nueva Zelanda, y se ubicó entre los diez primeros lugares de las listas de Japón, Australia, Escocia, Irlanda, Reino Unido, Noruega y España.
Su vídeo musical se estrenó el 30 de agosto de 2012 en MTV y CMT, y al día siguiente se publicó en el canal VEVO de Swift en YouTube. La cantante interpretó el tema en varios eventos, tales como los MTV Video Music Awards y los MTV Europe Music Awards. La canción y el vídeo también recibieron varias nominaciones, entre las que se destacan dos candidaturas a los World Music Awards y una nominación a los premios Grammy en la categoría de grabación del año. En la última de estas, perdió ante «Somebody That I Used to Know» de Gotye con Kimbra.

## Antecedentes y descripción
Taylor Swift compuso el tema junto a Max Martin y Shellback, y estos dos últimos también lo produjeron. Respecto a su composición, Swift comentó que «escribir "We Are Never Ever Getting Back Together" fue una de las experiencias más divertidas que he tenido en el estudio porque sucedió muy naturalmente». También dijo que la canción nació mientras ella estaba en el estudio con Max Martin, Shellback y un amigo de su exnovio. Según Swift, durante ese momento «[el amigo de su ex novio] empezó a hablar sobre que ha escuchado que habíamos vuelto y ese no era el caso». Finalmente, cuando él abandonó el estudio, Martin y Shellback preguntaron a Swift sobre la verdadera historia de la ruptura con su novio, así que les contó la historia de «romper, volver a estar juntos, romper, volver a estar juntos», la cual es la trama principal de la canción. La intérprete añadió que el proceso de composición fue muy rápido y divertido. El tema habla básicamente sobre «terminar una mala relación» y según Billy Dukes de Taste of Country «es una canción de separación que cierra la puerta en la cara de todos los perdedores que vienen arrastrándose con disculpas y "te quieros"».
Swift presentó el tema por primera vez el 13 de agosto de 2012, en un videochat en Nashville, creado con el fin de responder las preguntas de sus seguidores sobre el disco. Se lanzó el 14 de agosto de 2012 como primer sencillo oficial de Red mundialmente. Bill Lamb de About.com señaló que hay cierta influencia de Katy Perry en el tema, la cual combina con la actitud de Swift y el enfoque pop de la canción, que difiere de los anteriores temas country de la intérprete. El mismo crítico elogió el verso «And you, will hide away and find your piece of mind with some indie record that's much cooler than mine» —en español: «Y tú, te esconderás y encontrarás tu tranquilidad con algún disco indie que es mucho más genial que el mío»— debido a su lírica. Otros críticos destacaron la influencia de Avril Lavigne en el tema.

## Recepción

### Comentarios de la crítica

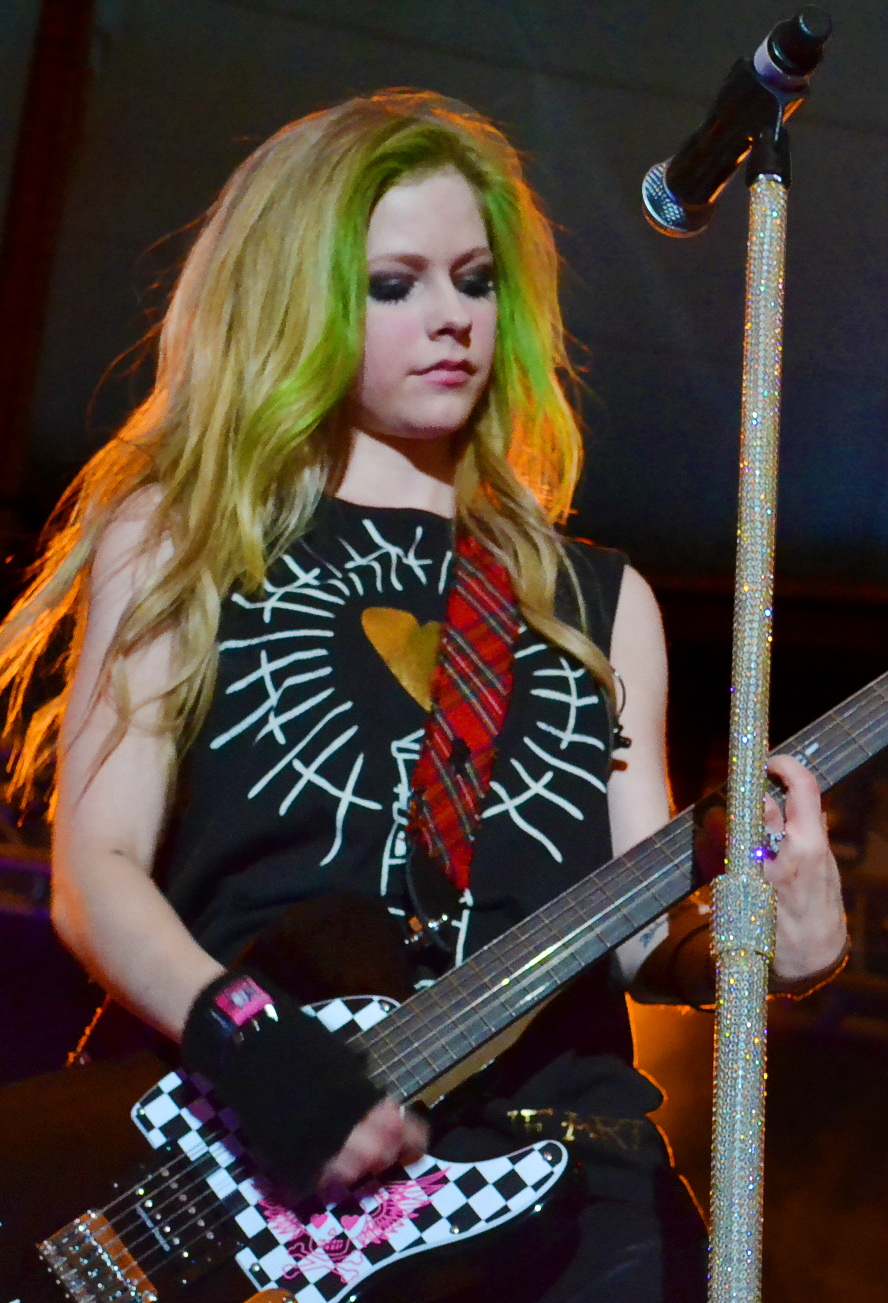
Diversos críticos notaron influencias de Avril Lavigne en el tema.

El diario Daily News escribió que: «Es otra canción pop ligera con un coro que ni siquiera los sordos se pueden perder. Como era de esperar, este toma un poco del olor del sencillo más exitoso del año hasta la fecha, "Call Me Maybe"». Carina Adly MacKenzie de Zap2it.com dijo que: «Martin también trabajó con Avril Lavigne en cuatro canciones para su álbum Goodbye Lullaby, así que no es extraño que la nueva canción de Swift tenga mucho sonido Avril en ella». Grady Smith de Entertainment Weekly también mencionó a Lavigne en su crítica y comentó que la pista «suena como una más brillante y pulida melodía de Avril Lavigne, con un innegable, instantáneamente pegadizo gancho». También, Smith señaló que «no es muy country» y que es «menos madura que las canciones de rompimiento de Speak Now como "Back to December"». Glenn Gamboa de Newsday reseñó: «Considerando que Swift la coescribió con Max Martin y Shellback, es increíble que todavía suena como ella —una super brillante, de ritmo orientado, versión Avril Lavigne de ella misma». David Malitz de The Washington Post escribió que: «El énfasis aquí está mucho más en el pop que en la parte country de la ecuación» y añadió que el estribillo es «pegadizo». Allison Chopin de Crushable dio una crítica negativa, en la que opinó que: «Estas letras no tienen más habilidad artística que un mensaje de texto, o una nota metida en el casillero de un estudiante de séptimo grado». Amy Sciarretto de PopCrush comentó:

«Aparte de ser una masiva canción para cantar, es también una de las más pegadizas canciones que ella haya escrito jamás. O en este caso, coescrito, ya que ella reclutó a Max Martin y Johan Shellback para que escribieran la canción con ella, algo que no hizo con el predecesor de Red».

Sciarretto le otorgó cuatro estrellas de cinco y comparó el verso hablado del tema con el de «Oops! I Did It Again» de Britney Spears. Jonathan Keefe de Slant Magazine la describió como una pieza al estilo bubblegum pop y comparó su estructura con la de «You Belong with Me». Añadió que Swift «tiende a reusar solo las cosas que funcionan mejor en ella, y el gancho melódico aquí es el mejor atributo de la canción». Jody Rosen de la revista Rolling Stone dijo que «los ganchos [de la canción], en plural, tienen una chispa que es más Estocolmo que Nashville. Pero es sin duda Taylor». Rosen también comentó acerca del verso hablado en la canción, y dijo que «podría ser el más sublime interludio de palabras habladas desde que Barry White murió». Finalmente, el autor le otorgó cuatro estrellas de cinco. La revista Billboard dijo que «"We Are Never Ever Getting Back Together" es la canción más divertida que la super estrella country ha grabado hasta el momento». Bill Lamb de About.com comentó que la canción «es un esfuerzo sólido y otro triunfo lírico». También dijo que: «Estás perdonado si escuchas "We Are Never Ever Getting Back Together" y oyes ecos de Katy Perry [...] Eso funciona bien con la actitud de Swift y el enfoque pop de la canción. Sin embargo, es difícil ver como esto es considerado un tema country. Taylor Swift ha adoptado completamente la música pop comercial». El sitio web Pitchfork la escogió como una de las 200 mejores canciones lanzadas desde el año 2010 hasta el 2014.

### Recibimiento comercial
El tema contó con buena recepción comercial, y se convirtió en uno de los más exitosos de la carrera de Swift. A cincuenta minutos de su lanzamiento, se ubicó en la primera posición de la lista de sencillos más comprados en iTunes, lo que la convirtió en la canción vendida más rápidamente en la historia hasta 2014, título que anteriormente ostentaba «Born This Way» de Lady Gaga. En los Estados Unidos, «We Are Never Ever Getting Back Together» alcanzó la posición número uno en la lista Billboard Hot 100, lo que la convierte en la primera canción de Swift que logra dicha posición en esa lista. La semana del 19 de agosto de 2012 vendió 623 000 copias solo en los Estados Unidos, lo que le permitió saltar de la posición 72 al número uno de la lista Billboard Hot 100, así como llegar al primer lugar del conteo Digital Songs. Estas mismas ventas la convirtieron en la canción de una artista femenina mejor vendida en una semana, por lo que superó a «Tik Tok» de Kesha, que vendió 610 000 copias en la semana del 9 de enero de 2010. De igual forma, se convirtió en la segunda canción en la historia con más ventas en el mismo período de tiempo, solo detrás de «Right Round» de Flo Rida, que vendió 636 000 copias en febrero de 2008. Por otro lado, llegó al primer puesto de la lista Country Songs y se mantuvo en el durante nueve semanas, lo que la convirtió en la canción de una artista femenina que logró permanecer más semanas en el número uno, récord que anteriormente poseía «Once a Day» de Connie Smith, que se mantuvo ocho semanas en la cima de la lista. También se ubicó en el número 2 y 3 de las listas Pop Songs y Radio Songs, respectivamente. Para la última semana de enero de 2013 había vendido aproximadamente 3 284 000 copias solo en los Estados Unidos, por lo que la RIAA le otorgó tres discos de platino. Más tarde, la misma condecoró al sencillo con cuatro discos de platino. En Australia alcanzó la posición número 3, y la ARIA la certificó con cuatro discos de platino debido a sus ventas superiores a 280 mil copias.
En Nueva Zelanda obtuvo el primer puesto de la lista New Zealand Singles Chart y la RIANZ lo galardonó con dos discos de platino. En Canadá encabezó la lista Canadian Hot 100, lo que la convierte en la segunda pista de la artista que logra esa posición, luego de «Today Was a Fairytale», que alcanzó el número uno en 2010. Debido a sus ventas superiores a cuarenta mil unidades en el país, la CRIA le otorgó un disco de oro. En Escocia alcanzó el puesto número 3, mientras que en Irlanda y el Reino Unido se ubicó en el 4. En este último recibió en julio de 2014 un disco de platino por parte de la BPI, al vender 600 000 copias combinadas de descargas digitales y streaming. En Japón llegó al número 2 de la lista Japan Hot 100, en Noruega alcanzó el puesto número 6 y en España el 9. En el primero de estos recibió un disco de platino por parte de la RIAJ, al vender aproximadamente 250 000 copias en el país. En Suecia se ubicó en el número 16, mientras que en Finlandia, Dinamarca y Francia llegó al 18. En el último de estos, la IFPI le otorgó un disco de platino por vender 30 000 copias en el país. En Alemania alcanzó el puesto 21, igual que en Suiza. En el último de estos se convirtió en el segundo sencillo mejor posicionado de Swift, luego de «I Knew You Were Trouble», que alcanzó el número 8. En Austria, los Países Bajos, las regiones belgas de Flandes y Valonia y la República Checa se posicionó en el top 30 de sus listas de éxitos, mientras que en Eslovaquia logró posicionarse en el número 41 de su lista.

## Promoción

### Vídeo musical
Un vídeo musical se lanzó el 30 de agosto de 2012 en MTV y CMT para promocionar el sencillo. Al día siguiente, se transmitió por primera vez en VH1 y se publicó en el canal VEVO de Swift en YouTube. Este tiene una duración de tres minutos y once segundos. La dirección del vídeo estuvo al cargo de Declan Whitebloom, quien anteriormente había dirigido otros vídeos de Swift como «Mean» y «Ours». De acuerdo con Swift, se filmó en una sola toma, con una cámara Sony F65 Cinealta, y es el primer vídeo musical en la historia en ser filmado en resolución 4K. Para la filmación, Swift usó cinco vestuarios diferentes. Este empieza con la intérprete usando un pijama de colores mientras recuerda una relación que empieza y termina constantemente. Luego, se le ve en diferentes habitaciones de su casa, incluyendo una escena con un grupo de personas vestidas de animales en su sala. Posteriormente, se trasladan a un club nocturno y luego a un parque. El vídeo tuvo una recepción positiva por parte de los críticos. James Montgomery de MTV dijo que en el vídeo «hay una cualidad infantil, que recuerda al mejor trabajo del director francés Michel Gondry». La revista Rolling Stone comentó que Swift se mantiene «firme» en el vídeo, mientras «arroja una insolencia tenaz». Por otro lado, David Greenwald de Billboard lo calificó como una «celebración peculiar».

### Presentaciones en directo
Swift interpretó el tema en vivo por primera vez el 6 de septiembre de 2012, en los MTV Video Music Awards. Durante una presentación en vivo frente a sus admiradores, Swift interpretó las versiones acústicas de «We Are Never Ever Getting Back Together», «Treacherous» y «22». El 22 de septiembre del mismo año, apareció en el iHeart Radio Music Festival para interpretar «We Are Never Ever Getting Back Together» junto a otros temas de sus álbumes Fearless (2008) y Speak Now (2010) como «You Belong with Me», «Love Story», «Sparks Fly» y «Mean». Luego, el 14 de octubre, presentó el primero de estos en la versión británica del programa The X Factor. El 11 de noviembre, Swift la interpretó en los MTV Europe Music Awards, celebrados en Frankfurt (Alemania), donde obtuvo tres galardones. Posteriormente, el 27 de noviembre, la artista asistió a una entrevista en el programa estadounidense Today; allí cantó «We Are Never Ever Getting Back Together», «I Knew You Were Trouble» y «Red». El 15 de diciembre interpretó la pista en el programa alemán Schlag den Raab.
El 31 de diciembre de 2012 la volvió a interpretar de nuevo junto a «I Knew You Were Trouble» en el evento de fin de año New Year's Rockin' Eve, celebrado en Nueva York. El 21 de enero de 2013 cantó «We Are Never Ever Getting Back Together» en el programa japonés SMAP×SMAP. El 24 de enero del mismo año, la intérprete recibió el galardón a mejor artista internacional en los premios 40 Principales, celebrados en España. Allí cantó «Love Story», el primer sencillo de su segundo álbum de estudio, Fearless, de 2008, junto a «We Are Never Ever Getting Back Together». Dos días más tarde, la presentó en los premios franceses NRJ Music Awards. Luego de esta premiación, la intérprete dio un concierto privado en Francia, donde interpretó temas de su segundo álbum de estudio como «Love Story» y «You Belong with Me», así como «22», «I Knew You Were Trouble» y «We Are Never Ever Getting Back Together». Posteriormente, presentó el tema en la entrega de premios Grammy de 2013, al inicio de la ceremonia.

## Formatos
- Descarga digital

| «We Are Never Ever Getting Back Together» — Sencillo |                                                                |          |  |
| N.º                                                  | Título                                                         | Duración |  |
| 1.                                                   | «We Are Never Ever Getting Back Together»                      | 3:11     |  |
| 2.                                                   | «We Are Never Ever Getting Back Together» (Patrolla Remix)     | 3:31     |  |
| 3.                                                   | «We Are Never Ever Getting Back Together» (Hilbert Remix)      | 3:15     |  |
| 4.                                                   | «We Are Never Ever Getting Back Together» (NASA Edit)          | 2:25     |  |
| 5.                                                   | «We Are Never Ever Getting Back Together» (Liam Mercier Remix) | 2:35     |  |

## Posicionamiento en listas

### Semanales
| País              | Lista                     | Mejor posición |
| 2012              | 2012                      | 2012           |
| ----------------- | ------------------------- | -------------- |
| Alemania          | German Singles Chart      | 21             |
| Australia         | Australian Singles Chart  | 3              |
| Austria           | Ö3 Austria Top 75         | 22             |
| Bélgica (Flandes) | Ultratop 50               | 26             |
| Bélgica (Valonia) | Ultratop 50               | 30             |
| Canadá            | Canadian Hot 100          | 1              |
| Dinamarca         | Tracklisten               | 18             |
| Escocia           | Scottish Singles Charts   | 3              |
| Eslovaquia        | Radio Top 100             | 41             |
| España            | Spanish Singles Chart     | 9              |
| Estados Unidos    | Billboard Hot 100         | 1              |
| Estados Unidos    | Pop Songs                 | 2              |
| Estados Unidos    | Radio Songs               | 3              |
| Estados Unidos    | Digital Songs             | 1              |
| Estados Unidos    | Country Songs             | 1              |
| Finlandia         | Finnish Singles Charts    | 18             |
| Francia           | French Singles Chart      | 18             |
| Hungría           | Rádiós Top 40             | 9              |
| Irlanda           | Irish Singles Chart       | 4              |
| Japón             | Japan Hot 100             | 2              |
| Noruega           | Norwegian Singles Chart   | 6              |
| Nueva Zelanda     | New Zealand Singles Chart | 1              |
| Países Bajos      | Dutch Top 40              | 24             |
| Reino Unido       | UK Singles Chart          | 4              |
| República Checa   | Radio Top 100             | 26             |
| Suecia            | Swedish Singles Chart     | 16             |
| Suiza             | Swiss Single Chart        | 21             |

#### Sucesión en listas
| Predecesor: «Wide Awake» de Katy Perry «Good Time» de Owl City con Carly Rae Jepsen | Canadian Hot 100 — Sencillo número uno 1 de septiembre de 2012 — 8 de septiembre de 2012 15 de septiembre de 2012 — 6 de octubre de 2012       | Sucesor: «Good Time» de Owl City con Carly Rae Jepsen «Gangnam Style» de PSY |
| Predecesor: «Whistle» de Flo Rida «Whistle» de Flo Rida                             | Billboard Hot 100 — Sencillo número uno 1 de septiembre de 2012 — 15 de septiembre de 2012 22 de septiembre de 2012 — 29 de septiembre de 2012 | Sucesor: «Whistle» de Flo Rida «One More Night» de Maroon 5                  |
| Predecesor: «Whistle» de Flo Rida                                                   | Digital Songs — Sencillo número uno 1 de septiembre de 2012 — 29 de septiembre de 2012                                                         | Sucesor: «Gangnam Style» de PSY                                              |
| Predecesor: «Take a Little Ride» de Jason Aldean                                    | Country Songs — Sencillo número uno 20 de octubre de 2012 — 22 de diciembre de 2012                                                            | Sucesor: «Cruise» de Florida Georgia Line                                    |
| Predecesor: «One More Night» de Maroon 5                                            | New Zealand Singles Chart — Sencillo número uno 27 de agosto de 2012 — 3 de septiembre de 2012                                                 | Sucesor: «Feel Inside (And Stuff Like That)» de Flight of the Conchords      |

### Certificaciones
| País           | Organismo certificador | Certificación | Simbolización | Ref.   |
| -------------- | ---------------------- | ------------- | ------------- | ------ |
| Australia      | ARIA                   | 4× Platino    | 4▲            | [ 36 ] |
| Canadá         | CRIA                   | Oro           | ●             | [ 40 ] |
| Dinamarca      | IFPI — Dinamarca       | Platino       | ▲             | [ 49 ] |
| Estados Unidos | RIAA                   | 4× Platino    | 4▲            | [ 7 ]  |
| Japón          | RIAJ                   | Platino       | ▲             | [ 47 ] |
| México         | AMPROFON               | Oro           | ●             | [ 82 ] |
| Nueva Zelanda  | RIANZ                  | 2× Platino    | 2▲            | [ 38 ] |
| Reino Unido    | BPI                    | Platino       | ▲             | [ 44 ] |
| Suecia         | GLF                    | Platino       | ▲             | [ 83 ] |

### Anuales
| País           | Lista                     | Posición |
| 2012           | 2012                      | 2012     |
| -------------- | ------------------------- | -------- |
| Australia      | Australian Singles Chart  | 19       |
| Canadá         | Canadian Hot 100          | 39       |
| Estados Unidos | Billboard Hot 100         | 33       |
| Estados Unidos | Pop Songs                 | 34       |
| Estados Unidos | Radio Songs               | 37       |
| Estados Unidos | Digital Songs             | 21       |
| Japón          | Japan Hot 100             | 28       |
| Nueva Zelanda  | New Zealand Singles Chart | 17       |
| Reino Unido    | UK Singles Chart          | 26       |

| País           | Lista            | Posición |
| 2013           | 2013             | 2013     |
| -------------- | ---------------- | -------- |
| Canadá         | Canadian Hot 100 | 100      |
| Estados Unidos | Country Songs    | 14       |
| Japón          | Japan Hot 100    | 16       |
| Reino Unido    | UK Singles Chart | 175      |

## Premios y nominaciones
El sencillo «We Are Never Ever Getting Back Together» recibió varias nominaciones en distintas ceremonias de premiación. A continuación, una lista de las candidaturas que obtuvo:
| Año  | Ceremonia de premiación         | Premio                          | Resultado | Ref.    |
| ---- | ------------------------------- | ------------------------------- | --------- | ------- |
| 2013 | Independent Music Awards        | Sencillo internacional del año  | Nominado  | [ 97 ]  |
| 2013 | Independent Music Awards        | Vídeo internacional del año     | Nominado  | [ 97 ]  |
| 2013 | Premios Grammy                  | Grabación del año               | Nominado  | [ 15 ]  |
| 2013 | People's Choice Awards          | Canción favorita                | Nominado  | [ 98 ]  |
| 2013 | Academy of Country Music Awards | Vídeo del año                   | Nominado  | [ 99 ]  |
| 2013 | Kids' Choice Awards             | Canción favorita                | Nominado  | [ 100 ] |
| 2013 | Premios Oye!                    | Canción en inglés               | Nominado  | [ 101 ] |
| 2013 | Radio Disney Music Awards       | Mejor canción de ruptura        | Ganador   | [ 102 ] |
| 2013 | Billboard Music Awards          | Canción más transmitida (vídeo) | Nominado  | [ 103 ] |
| 2013 | Billboard Music Awards          | Mejor canción country           | Ganador   | [ 103 ] |
| 2013 | CMT Music Awards                | Vídeo del año                   | Nominado  | [ 104 ] |
| 2013 | MTV Video Music Awards Japan    | Mejor vídeo femenino            | Nominado  | [ 105 ] |
| 2013 | MTV Video Music Awards Japan    | Mejor vídeo pop                 | Nominado  | [ 105 ] |
| 2013 | MTV Video Music Awards Japan    | Mejor vídeo de karaoke          | Nominado  | [ 105 ] |
| 2013 | Teen Choice Awards              | Canción country                 | Ganador   | [ 106 ] |
| 2013 | Teen Choice Awards              | Canción de ruptura              | Nominado  | [ 106 ] |
| 2014 | World Music Awards              | Mejor canción del mundo         | Ganador   | [ 13 ]  |
| 2014 | World Music Awards              | Mejor vídeo del mundo           | Nominado  | [ 14 ]  |

## Créditos y personal
- JoAnn Tominaga: Coordinador de producción.
- Tim Roberts: Ingeniero asistente de mezclas.
- John Hanes: Ingeniero de mezclas.
- Shellback: Guitarra, bajo, programación, productor, teclado, compositor.
- Max Martin: Teclado, productor y compositor.
- Tom Coyne: Masterizador.
- Serban Ghenea: Mezclas.
- Michael Ilbert y Sam Holland: Grabación.
- Eric Eylands y Greg Fuess: Asistente de grabación.
- Taylor Swift: Voz, compositora.

Fuente: Discogs